# Strada statale 84 (Polonia)
La strada statale 84 (sigla DK 84, in polacco droga krajowa 84) è una strada statale polacca che attraversa il Paese da Sanok a Krościenko.